# جورج ريتشاردسون (سياسي)
جورج ريتشاردسون هو سياسي كندي، ولد في 5 ديسمبر 1916 في نيوزيلندا، وتوفي في 20 يونيو 2000 بساسكاتون في كندا. حزبياً، نشط في الحزب الكندي التقدمي المحافظ. وقد انتخب عضو مجلس العموم الكندي.